# Demografie der Türkei

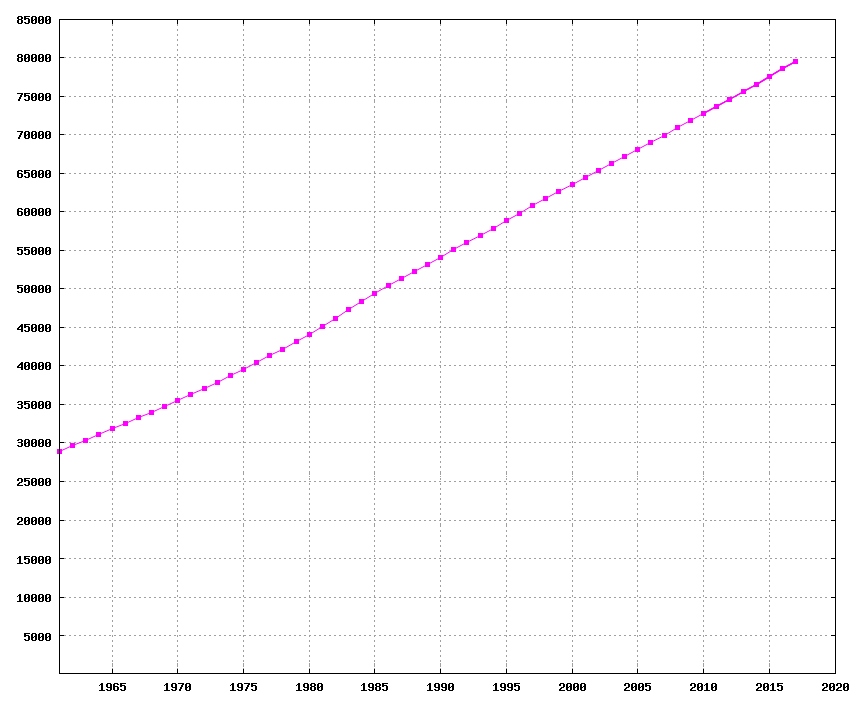
Bevölkerungsentwicklung der Türkei von 1961 bis 2016 (Bevölkerung in Tausend Einwohnern)

Seit der Gründung der Republik Türkei am 29. Oktober 1923 hat sich die Bevölkerungszahl bis 2014 etwa versechsfacht. 1927 lebten in der Türkei noch knapp 13,7 Millionen Menschen, 2003 waren es knapp 70 Millionen. Am 31. Dezember 2022 lebten bereits mehr als 85 Millionen Menschen im Land.
1961 schlossen die Türkei und die Bundesrepublik auf Drängen der Türkei ein Abkommen, das den Zuzug von Gastarbeitern nach Westdeutschland ermöglichte.
Viele Angehörige von Minderheiten in der Türkei und Millionen von Türken emigrierten. Nach dem Fall des Eisernen Vorhanges kamen zahlreiche Aussiedler und Immigranten in die Türkei.

## Übersicht
| Bevölkerungszahl: 83.614.362 (2020) |
| Altersstruktur: (2020) - 0-14 Jahre alt: 22,8 % - 15-64 Jahre alt: 67,7 % - 65 Jahre alt und älter: 9,5 % - Durchschnittsalter: 32,7 Jahre                                                                    |
| Bevölkerungswachstum: 0,6 % (2020) |
| Geburtenrate: 13,3 Geburten/1000 Menschen (2020) |
| Sterberate: 5,3 Sterbefälle/1000 Menschen (2019) |

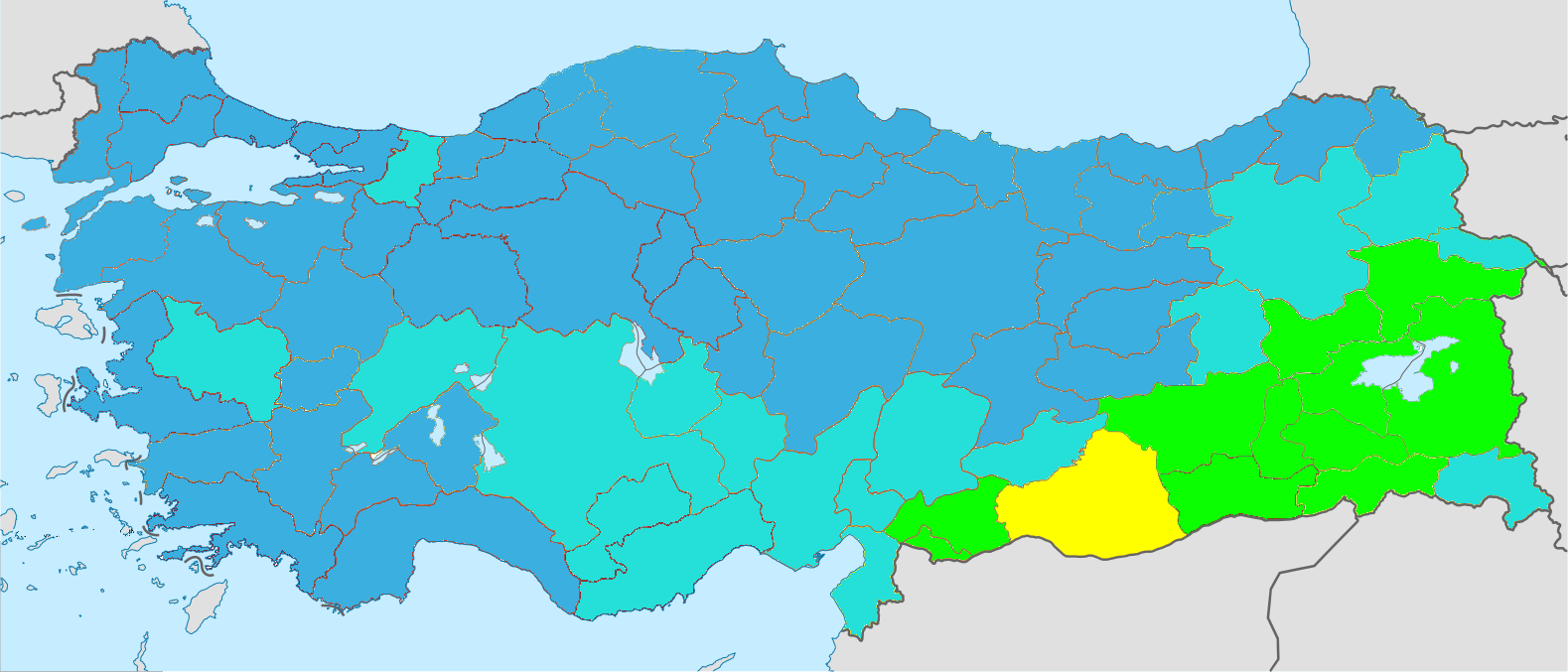
Türkei Geburtenrate nach Provinz (2023)
3 - 4
2 - 3
1.5 - 2
1 - 1.5

Entwicklung der Kindersterblichkeit (Tode pro 1000 Geburten)

| Geschlechtsverhältnisse: - bei Geburt: 1,05:1 (männlich:weiblich) (2020) - unter 15 Jahre alt: 1,04:1 - 15-64 Jahre alt: 1,03:1 - 65 Jahre alt und älter: 0,84:1 - Gesamtbevölkerung: 0,9825:1 (2008)         |
| Kindersterblichkeit: 9,3 Sterbefälle/1000 Lebendgeborene (2018) |
| Lebenserwartung: - Gesamtbevölkerung: 73,14 Jahre - Männer: 70,67 Jahre - Frauen: 75,73 Jahre (2008) |
| Gesamtfertilitätsrate: 1,76 Geburten/Frau (2020) |
| Alphabetisierungsgrad: (2019) - Gesamtbevölkerung: (ab 15 Jahren) 96,7 % - Männer: 99,1 % - Frauen: 94,4 % |
| Religionen: (2022) - Islam 92 % - andere 2 % (u. a. Christentum, Judentum) - keine 6 % |
| Sprachen: Türkisch und andere Turksprachen, Kurmandschi, Zazaisch, Adygeisch, Arabisch, Armenisch, Surayt/Turoyo (Syrisch), Lasisch, Georgisch, Neugriechisch, Serbokroatisch, Bulgarisch und andere Sprachen |
| Ethnien: (über 0,5 % der Bevölkerung) Türken/Turkvölker, Kurden, Armenier, Assyrer, Tscherkessen, Albaner, Araber, Georgier, Bosnier                                                                          |

## Einwohnerzahl
Von 1930 bis 1990 wurde in Abständen von fünf Jahren eine Volkszählung durchgeführt. Seit 1990 wird diese alle zehn Jahre (an einem Tag im Oktober) durchgeführt; dabei werden auch andere demografische, gesellschaftliche und wirtschaftliche Daten über die Bevölkerung erhoben.
| Jahr | Einwohnerzahl |
| ---- | ------------- |
| 1927 | 13.648.000    |
| 1930 | 14.448.000    |
| 1935 | 16.158.018    |
| 1940 | 17.820.950    |
| 1945 | 18.790.174    |
| 1950 | 20.947.188    |
| 1955 | 24.064.763    |
| 1960 | 27.754.820    |
| 1965 | 31.391.421    |
| 1970 | 35.605.176    |
| 1975 | 40.347.719    |
| 1980 | 44.736.957    |
| 1985 | 50.664.458    |
| 1990 | 56.473.033    |
| 2000 | 67.844.903    |
| 2007 | 70.586.256    |
| 2008 | 71.517.100    |
| 2009 | 72.453.974    |
| 2010 | 73.722.988    |
| 2011 | 74.724.269    |
| 2012 | 76.667.864    |
| 2013 | 77.695.904    |
| 2014 | 78.741.053    |
| 2015 | 78.741.053    |
| 2016 | 79.814.871    |
| 2017 | 80.810.525    |
| 2018 | 82.003.882    |
| 2019 | 83.154.997    |
| 2020 | 83.614.362    |
| 2021 | 84.680.273    |
| 2022 | 85.279.553    |

## Gesundheit
1999 kam im Durchschnitt ein Arzt auf 859 Einwohner. Die Lebenserwartung betrug in der Türkei 72,62 Jahre (Männer 70,18 Jahre und Frauen 75,18 Jahre). Der Index der menschlichen Entwicklung 2014 listete die Türkei auf Platz 62 von 188 ausgewerteten Ländern.

## Ethnien
Die genaue ethnische Zusammensetzung der Bevölkerung in der Türkei ist nicht feststellbar. Bei offiziellen Volkszählungen wird die ethnische Zugehörigkeit nicht erfasst. Bis 1965 wurden Muttersprache und Zweitsprache erfasst.
| Jahr                | 1914   | 1927   | 1945   | 1965   | 1990   | 2005   |
| ------------------- | ------ | ------ | ------ | ------ | ------ | ------ |
| Muslime             | 12.941 | 13.290 | 18.511 | 31.139 | 56.860 | 71.997 |
| Griechen            | 1.549  | 110    | 104    | 76     | 8      | 3      |
| Armenier            | 1.204  | 77     | 60     | 64     | 67     | 50     |
| Juden               | 128    | 82     | 77     | 38     | 29     | 27     |
| Andere              | 176    | 71     | 38     | 74     | 50     | 45     |
| Gesamt              | 15.997 | 13.630 | 18.790 | 31.391 | 57.005 | 72.120 |
| Anteil Nichtmuslime | 19,1 % | 2,5 %  | 1,5 %  | 0,8 %  | 0,3 %  | 0,2 %  |

## Sprachen
Die Sprachen der Türkei nach Sprachfamilien und Sprecherzahlen geordnet:
- Turksprachen:
  - Amtssprache Türkisch (S1 60 Mio / S2 67 Mio), Aserbaidschan-Türkisch (0,5-2 Mio), Gagausisch (14.000), Kasachisch (21.000), Kirgisisch (1.100), Krimtürkisch (2-5 Mio), Kumykisch (1.200), Tatarisch (22.000), Turkmenisch (900), Uigurisch (500), Usbekisch (2.100)
- Indogermanisch:
  - Albanisch (65.000), Armenisch (33.000), Bulgarisch (200.000), Domari (20.000), Neugriechisch (4.000), Judeo-Spanisch (15.000), Kurmandschi (>10 Mio), Romani (40.000), Serbo-Kroatisch (65.000), Zazaisch (1 Mio)
- Afroasiatische Sprachen:
  - Arabisch (<1 Mio), Neuaramäisch (4.000)
- Kaukasische Sprachen:
  - Abchasisch (5.000), Abasinisch (10.000), Adygeisch (70.000), Georgisch (40.000), Lasisch (30.000), Kabardinisch (202.000/1993  – 550.000/2001 )

Laut der Volkszählung im Jahre 1965 betrug die Bevölkerungszahl 31.391.421. Gefragt wurde nach der Mutter- und Zweitsprache.
| Sprache        | Muttersprache | (einzig beherrschte Sprache) | Zweitsprache |
| -------------- | ------------- | ---------------------------- | ------------ |
| Abasinisch     | 4.563         | 280                          | 7.556        |
| Albanisch      | 12.832        | 1.075                        | 39.613       |
| Arabisch       | 365.340       | 189.134                      | 167.924      |
| Armenisch      | 33.094        | 1.022                        | 22.260       |
| Bosnisch       | 17.627        | 2.345                        | 34.892       |
| Bulgarisch     | 4.088         | 350                          | 46.742       |
| Pomakisch      | 23.138        | 2.776                        | 34.234       |
| Tscherkessisch | 58.339        | 6.409                        | 48.621       |
| Kroatisch      | 45            | 1                            | 1.585        |
| Tschechisch    | 168           | 25                           | 76           |
| Niederländisch | 366           | 23                           | 219          |
| Englisch       | 27.841        | 21.766                       | 139.867      |
| Französisch    | 3.302         | 398                          | 96.879       |
| Georgisch      | 34.330        | 4.042                        | 44.934       |
| Deutsch        | 4.901         | 790                          | 35.704       |
| Griechisch     | 48.096        | 3.203                        | 78.941       |
| Italienisch    | 2.926         | 267                          | 3.861        |
| Kurmandschi    | 2.219.502     | 1.323.690                    | 429.168      |
| Sephardisch    | 9.981         | 283                          | 3.510        |
| Lasisch        | 26.007        | 3.943                        | 55.158       |
| Persisch       | 948           | 72                           | 2.103        |
| Polnisch       | 110           | 20                           | 377          |
| Portugiesisch  | 52            | 5                            | 3.233        |
| Rumänisch      | 406           | 53                           | 6.909        |
| Russisch       | 1.088         | 284                          | 4.530        |
| Serbisch       | 6.599         | 776                          | 58.802       |
| Spanisch       | 2.791         | 138                          | 4.297        |
| Türkisch       | 28.289.680    | 26.925.649                   | 1.387.139    |
| Zazaisch       | 150.644       | 92.288                       | 20.413       |

## Religionen
Klassifikation
- - Sunniten
    - Hanefiten
    - Schafiiten

  - Aleviten
  - Schiiten
    - Alawiten
- Christentum
  - Orthodoxe Kirchen
    - Armenische Apostolische Kirche
    - Ökumenisches Patriarchat von Konstantinopel
    - Syrisch-Orthodoxe Kirche von Antiochien (Assyrer)

  - Protestantismus
  - Katholizismus
- Judentum
- Karäer
- Jesiden
- Dönme
- Andere

Artikel 24 der Verfassung von 1982 beschränkte die Glaubensfreiheit auf das Individuum und schrieb eine strenge Trennung von Religion und Staat vor.
Religionsgemeinschaften können aus dem Verfassungsabschnitt keine Rechte geltend machen.
Die sunnitisch-islamischen Einrichtungen werden vom staatlichen Diyanet İşleri Başkanlığı, dem Präsidium für Religionsangelegenheiten, verwaltet. Es regelt die Ausbildung der etwa 100.000 Imame und Muezzine, bezahlt und erhält die Moscheen und gibt landesweit den Inhalt der zu haltenden Predigten vor. Die anderen Religionsgruppen verwalten sich dagegen selbst, erhalten weniger staatliche Unterstützung, genießen dafür aber mehr innere Autonomie.
Nach offiziellen Statistiken sind 99,8 % der türkischen Bevölkerung Muslime. Die Schätzungen zu der Zahl der Sunniten und Aleviten schwankt stark. Demnach sind 65 bis 85 % Sunniten, die restlichen 15 bis 35 % Aleviten. Außerdem leben demnach in der Türkei 0,1 % Christen (60.000) und 0,02 % Juden (17.000). 1918 lebten noch etwa 2.983.000 Christen auf dem Gebiet der heutigen asiatischen Türkei, davon 1.479.000 Armenier und 1,5 Millionen Griechen. 1923 wurden noch 100.000 Juden in der Türkei gezählt. Die offiziellen Zahlen sind allerdings falsch, weil jeder Einwohner der Türkei, wenn er nicht explizit als einer anderen Religion zugehörig erklärt wird, automatisch als Moslem erfasst wird. Ein Pendant zum Kirchenaustritt gibt es nicht, so dass auch Atheisten und Agnostiker offiziell als Moslems geführt werden. Die Zahl der nicht-religiösen Einwohner der Türkei ist daher nicht bekannt. Gemäß einer Umfrage 2022 sind tatsächlich nur 92 % der Türken Muslime, 2 % haben eine andere Religion und 4 % keine.